# Capital acadêmico
Capital acadêmico é um termo da sociologia para explicar como o nível educacional e os títulos acadêmicos de um indivíduo podem ser usados para garantir prestígio social. Assim como outras formas de capital (social, econômico, cultural), o capital acadêmico não depende de um só fator, como o tempo de escolaridade, mas de muitos outros, como o respeito no meio acadêmico das instituições frequentadas e a quantidade e qualidade das publicações científicas do indivíduo.
O conceito foi criado pelo sociólogo francês Pierre Bourdieu (1930-2002), que o utilizou em seu livro "A distinção: crítica social do julgamento", escrito originalmente em 1979 e publicado em português no Brasil em 2007. O livro apresenta a tese de que os indivíduos não são definidos por sua classe social, mas pelo seu "espaço social", o qual depende de cada tipo de capital que ele possui.
O autor explica que o capital acadêmico é o produto das informações culturais transmitidos pela família e pela escola ao indivíduo. A importância de cada uma em relação à outra depende do capital cultural diretamente herdado da família.